# Anna Emília Ribeiro
Anna Emília Ribeiro da Cunha (nascida Ana Emília Solon Ribeiro; Jaguarão, 18 de junho de 1872 – Rio de Janeiro, 12 de maio de 1951) foi pivô de um dos mais célebres crimes passionais da história do Brasil. Entre 1890 a 1909, foi esposa do escritor Euclides da Cunha e, depois, do militar Dilermando de Assis.

## Biografia

### Início de vida e relacionamentos
Era filha do major Frederico Solon de Sampaio Ribeiro, um dos principais propagandistas da República, cuja casa era frequentada por Euclides da Cunha, com quem Ana contrairia matrimônio aos 18 anos.
Euclides, porém, era de temperamento muito tímido e introspectivo, pouco dado a expansões afetivas. Além do mais, ausentou-se do lar por longos períodos, cobrindo a campanha de Canudos (3 meses) ou explorando a Amazônia (13 meses), o que resultou em obras fundamentais para a literatura brasileira, como Os Sertões, mas teria prejudicado seu relacionamento com a esposa.
Com Euclides, teve a filha Eudóxia, o filho Solon, nascido em 1892, Euclides Filho, nascido em 1894, Manoel Affonso, nascido em 1901 e Mauro, nascido em 1906.

### O amante
Anna, sozinha em seu lar, acabou por conhecer um homem 16 anos mais jovem que ela: um cadete chamado Dilermando de Assis. Teve com ele em um tórrido romance, uma paixão avassaladora, numa pensão em que estavam hospedados.
Com esse amante teve dois filhos e enganou o marido, sendo as crianças registradas com seu sobrenome.
O quinto filho de Ana, Mauro, nascido em 1906, morreu com sete dias de vida, para desespero dela. O sexto, Luís, nascido em 1907, sobreviveu e, a partir daí, Euclides passou a desconfiar da esposa, pois a criança era loira e todos da família dele e de Ana, morenos. Foram anos de dúvidas e brigas, até a verdade aparecer.

### Tragédia da Piedade
O escritor descobriu que ela continuou encontrando-se com o amante e seguiu armado para a casa de Dilermando e do irmão dele, Dinorah, na Estrada Real de Santa Cruz, local afastado do bairro da Piedade, na cidade do Rio de Janeiro, em que a esposa e o amante se encontravam. Euclides foi recebido por Dinorah e entrou na casa.
Há versões diferentes para o que ocorreu depois. A versão aceita pelo tribunal foi a de que Euclides atirou no irmão de Dilermando, deixando-o paraplégico, e depois atirou em Dilermando. Para se defender, mesmo ferido, Dilermando o assassinou a tiros, tendo sido absolvido do processo de acusação, alegando legítima defesa. Euclides morreu em 15 de agosto de 1909.

### Nova tragédia
Em 4 de julho de 1916, Euclides da Cunha Filho, às vésperas de completar 22 anos, repetiu o gesto do pai no intuito de vingá-lo. Numa sala do antigo Fórum do Rio de Janeiro, Euclides Filho atirou em Dilermando que, mesmo ferido, conseguiu matá-lo.
Manoel Affonso, o filho caçula de Euclides da Cunha, passou a ser criado pela irmã de sua mãe Ana, sua tia Alquimena. Solon era policial e foi assassinado em circunstâncias misteriosas numa investigação no Acre em maio de 1916.
Anna, após ficar viúva, pôde, enfim viver seu amor com seu amante de longa data. Casou-se oficialmente com Dilermando e teve com ele mais cinco filhos, totalizando 11 filhos: sete de Dilermando e quatro de Euclides da Cunha.
O casamento acabou 20 anos depois, quando Ana descobriu que Dilermando tinha uma amante há algum tempo: Marieta, com a qual se casou após a separação. Ana, vivendo sozinha, mudou-se para a Ilha de Paquetá, na baía de Guanabara, Rio de Janeiro, onde morreu de câncer, em 1951. Anna encontra-se sepultada no Cemitério de São João Batista, em Botafogo, Rio de Janeiro. Seu túmulo foi revisitado por Welson Rocha, do canal "Meu Brasil de Histórias", no YouTube, com ajuda do pesquisador Daniel Carvalho.

### Repercussão
A minissérie Desejo, da TV Globo, contou a história romanceada de Ana de Assis, interpretada por Vera Fischer.
O livro Anna de Assis, resultado do depoimento de Judith Ribeiro de Assis, filha de Dilermando de Assis, ao jornalista Jeferson de Andrade, atingiu mais de 10 reedições.